# 戈拉-波多尔农村居民点
戈拉-波多尔农村居民点（俄语：Гора-Подольское сельское поселение）是俄罗斯联邦别尔哥罗德州格赖沃龙区所属的一个农村居民点。其下辖有2个居民点，行政中心为戈拉-波多尔。据2016年统计，该农村居民点的人口为2562人。